# Szarora
Szarora (tadż.: Шарора) – osiedle typu miejskiego w Tadżykistanie (wilajet administrowany centralnie). Według danych szacunkowych na rok 2008 liczy 10 006 mieszkańców.